# دیوید کلمن (بازیکن فوتبال، زاده ۱۹۶۷)
دیوید کلمن (انگلیسی: David Coleman; ۸ آوریل ۱۹۶۷ – مهٔ ۱۹۹۷) بازیکن فوتبال اهل بریتانیا بود.
از باشگاه‌هایی که در آن بازی کرده‌است می‌توان به باشگاه فوتبال کولچستر یونایتد، باشگاه فوتبال سالزبری سیتی، باشگاه فوتبال پول تاون، باشگاه فوتبال ای‌اف‌سی بورنموث، باشگاه فوتبال ویمبورن تاون، و باشگاه فوتبال فارن‌بورو اشاره کرد.